# 鍵山優真
鍵山優真（日语：かぎやま ゆうま，2003年5月5日—）日本男子花式滑冰選手。他是2022年北京冬奧會銀牌得主、兩屆世錦賽銀牌得主（2021、2022）、2020年四大洲錦標賽銅牌得主，兩屆日本國家銅牌得主（2019-20、2020-21）。青年組時期賽績包括：2020年青奧會冠軍、2020年世青賽銀牌得主、2019-20日本青少年全國冠軍。

## 個人簡介
父親鍵山正和是1992、1994兩屆冬季奧運的日本花滑選手代表。

## 外部連結
维基共享资源上的相關多媒體資源：鍵山優真
- Yuma Kagiyama在国际滑冰联盟的页面